# 夜どおしナマ解説 どう読む2007年の日本と世界
夜どおしナマ解説 どう読む2007年の日本と世界（よどおしなまかいせつ どうよむにせんななねんのにほんとしゃかい）は、2006年12月28日23:00-12月29日5:00（日本時間）にNHK総合テレビジョンで放送された長時間の解説・討論会番組である。

## 概要
当番組は、平日23:30から23:55放送「スポーツ&ニュース」で放送されている解説コーナー「時論公論」の特別拡大編と位置づけて放送された。2006年の世間を沸かせた様々な出来事を振り返り、2007年に向けた様々な課題をNHK解説委員が総動員して徹底的に討論を行った。
NHKが解説委員を総動員して送る長時間の解説・討論会を行う史上初の試みだった。これが後の『双方向解説・そこが知りたい!』へとつながってゆくこととなる。

### 放送スケジュール
- 12月28日23:00-23:40　第1部
- 23:40-23:55　スポーツ&ニュース（スポーツニュースと一般ニュースのみ放送）
- 23:55-24:00　ローカルニュース（各ブロックごと）
- 12月29日0:00-1:00　第2部
- 1:00-1:10　NHKニュース
- 1:10-5:00　第3部

### 取り上げたテーマ
- 北朝鮮の核兵器・拉致問題
- いじめ対策
- 教育問題
- 社会格差
- 地球環境問題等

## 出演者
- 総合司会　神志名泰裕（解説委員長）、今井義典（解説委員主幹）
- 進行　村上由利子アナウンサー
- その他NHK解説委員・総勢39人全員が出演